# Три Хил (3. сезона)
Треће сезона телевизијске серије Три Хил, по жанру драме, премијерно је приказивана у периоду од 5. октобра 2003. године до 3. маја 2006. године, на америчкој телевизијској мрежи The WB.

## Опис
Три месеца касније, након летњег распуста, поново су сви у Три Хилу и живот се наставља у обичајеним темпом. Лукас и Пејтон су цело лето провели заједно, а сада крију своју љубавну везу од Брук, која вративши се из Калифорније, предлаже Лукасу да започну „необавезну“ везу. Хејли, која због неслагања са Нејтаном више не живи са њим, досељава са код Брук и њих две постају цимерке. Хејли покушава да се поново приближи Нејтану, који је цело лето провео у кошаркашком кампу „Високолетачи“ (енгл. „High Flyers“). Међутим, Нејтан још увек није спреман да поново у потпуности верује Хејли. Нејтан даје велику суму новца Крису, како би овај поново дошао у Три Хил и помогао Хејли у погледу њене музичке каријере. Међутим, поновни долазак Криса у Три Хил доноси још више невоља. Лукас затиче једног јутра Брук заједно са Крисом у кревету и бива потпуно разочаран. Недуго затим долази до помирења како између Лукаса и Брук, тако и између Нејтана и Хејли. Нејтан саветује Крису да би било боље да одмах оде из Три Хила. Пејтон никако не успева да се избори са сазнањем да је као мала усвојена, као и да је Ели њена биолошка мајка. Убрзо сазнаје да Ели болује од рака дојке и да јој није преостало још много од живота. Пејтон и Ели, уз помоћ свих музичара који су наступали у кафићу „TRIC“, издају музички албум под насловом „Пријатељи са повластицама“ (енгл. „Friends with Benefits“).
За Лукаса, Нејтана, Хејли, Брук и остале почиње последња година школовања у средњој школи у Три Хилу. Вајти јавно изјављује да ће му, без обзира да ли „Гаврани“ ове године освоје првенство или не, ово бити последња сезона на клупи „Гаврана“, јер након сезоне одлази у заслужену пензију. Лукас и даље своју болест крије од Карен и Кита, иако болест све више узима маха, а то се највише испољава кроз његову смањену физичку способност.
Ден успева да одржи свој салон аутомобила у пословном стању, а такође сазнаје да га је Лукас избавио из пожара који је захватио његову канцеларију. Ден одлучује да се кандидује за градоначелника Три Хила, али бива шокиран када сазнаје да ће му противкандидат на изборима бити нико други до Карен. Ден склапа договор са Деб који се састојао у следећем - Деб ће да подржи Денову кандидатуру за градоначелника, а заузврат ће јој ден одмах дати развод. Међутим, Деб убрзо напушта Три Хил, јер је Лукас открио да је она подметнула пожар у Деновом салону аутомобила. Кит се поново враћа у Три Хил, а Карен увиђа колико јој је он заправо недостајао, и после извесног времена, њих двоје поново започињу љубавну везу. Ден, је са друге стране, убеђен да је Кит главни кривац за пожар и почиње да смишља освету.
У Три Хил се досељава нови ученик средње школе, Рејчел Гатина (Данил Харис), и одмах уноси пометњу у односе Лукаса и Брук. Маут се заљубљује у Рејчел, али је она више заинтересована за Нејтановог ујака Купер (Мајкл Труко), који се бас у то време налазио у Три Хилу. Након краћег времена које су провели заједно, Купер оставља Рејчел сазнавши да она још увек није пунолетна, односно да има само 17 година. Рејчел „отвара“ „временску капсулу“, коју су сви ученици снимили у другој сезони серије (временска капсула је у ствари видео-запис свих изговорених реч сваког појединачног ђака о томе како замишља себе у будућности, а отвара се сваких 50 година), али ни Рејчел ни сви остали нису свесни колико ће несреће и штете прузроковати тај догађај.
Још у овиру друге сезоне серије, Лукасов друг још од детињства, такође ђак средње школе у Три Хилу, Џими Едвардс (Колин Фрикс), у оквиру свог говора за временску капсулу изнео је веома лоше мишљење о готово свим ђацима средње школе, а поготово о његовим некадашњим најбољим друговима Лукасу, Мауту, Скилсу и другима. Када је сазнао да је Рејчел отворила „временску капсулу“, Џими је понео пиштољ у школу, закључао се у учионицу и све ученике који су се тог тренутка нашли у тој учионици узео за таоце. Џими, у општој гужви, у ходнику школе испаљује хитац из пиштоља, хитац погађа стаклена врата, а стакло пада на главу од Пејтон, која не успева на време да га избегне. Пејтон бива повређена, али Лукас успева да је пребаци у школску библиотеку, једну од безбедних просторија у школи. Ден, као већ раније изабрани градоначелник, улази у школу заједно са Китом. Џими ослобађа одређени број ученика, а Кит успева да допре до њега и започиње разговор са њим, не би ли га одвратио од самоубиства. Међутим, Џими пуца себи право у груди и остаје на месту мртав. У ходнику школе остају само Ден и Кит, као и пиштољ. Ден, схвативши да је ово најбољи тренутак да се освети Киту, узима пиштољ са пода и убија Кита, рачунајући да ће сви поверовати да је Џими Едвардс у ствари убио Кита.
Након овог догађаја у средњој школи, цео град је у шоку. Након одређеног времена, Нејтан одлучује да поново запроси Хејли, не би ли на тај начин покушао да изглади односе са њом. Брук се пресељава у кућу код Пејтон. Пејтон започиње везу са чланом групе Фол аут бој, Питом Венцом, али та веза се након краћег времена прекида. Пејтон одлази у Савану, како би потражила Џејка и његову ћерку Џени. Лукас открива својој мајци Карен да болује од исте болести као и Ден, и након одређеног времена престаје да игра за „Гавранове“. Пејтон предлаже Џејку да се ожени њоме, али Џејк схвата да је она у ствари истински заљубљена у Лукаса и шаље је назад у Три Хил, како би она у потпуности дефинисала односе са Лукасом. Пејтон признаје Брук да је искрено заљубљена у Лукаса и Брук остаје потпуно шокирана. Дена почиње да прогања Китов „дух“ из детињства.
У последњој епизоди треће сезоне Нејтан и Хејли се поново венчавају у присуству њихових породица и пријатеља. Деб се поново враћа у Три Хил и када сазнаје да је Ден окривио Кита за пожар у салону аутомобила, одлучује да открије Дену да је она заправо подметнула тај пожар. Ден схвата да је починио братоубиство без икаквих разлога. Убрзо, Карен му саопштава да је у другом стању и да ће родити Китово дете, а Ден јој обећава да ће њој и детету пружити сву неопходну помоћ и подршку. Брук и даље не разговара са Пејтон, а када сазнаје да су се Пејтон и Лукас на дан пуцњаве у школи пољубили у библиотеци, јасно саопштава Пејтон да је њихово пријатељство заувек окончано. Рејчел не може да преболи раскид везе са Купером и, у потпуно алкохолисаном стању, усред церемоније венчања Нејтана и Хејли, саопштава да ју је Купер искористио, јер је водио љубав са њом, иако је имала само 17 година. Након тога Рејчел, у Куперовом ауту, заједно са њим одлази са венчања. Одлазећи са забаве након венчања, Лукас проналази случајно тест за трудноћу, а поред њега и женску торбицу. Лукас, постављајући питање мајци у погледу теста сазнаје да је Карен трудна, али му Карен одговара да то није њена торбица. Возећи се са Купером у његовим колима, Рејчел покушава да га на све начине задржи. Након свађе између њих, Купер губи контролу над возилом, крајњим напором избегава судар са Нејтановим колима (јер су Нејтан и Хејли кренули на медени месец у Лондон), пробија банкину на мосту и сурвава се у реку. Видевши то, Нејтан скаче са моста у воду, не би ли покушао да их спасе, али и сам бива заглављен у аутомобилу под водом. Ден, при повратку у своју кућу, на зиду у својој радној соби затиче црвеном фарбом исписано „УБИЦА“ (енгл. MURDERER). Ден, избезумљеног погледа, закључује да још неко зна да је он убио свог брата Кита.